# Delight
Delight – polska grupa muzyczna, powstała w 1997 roku w Skawinie pod nazwą Sator. Zespół początkowo wykonywał gothic metal z wpływami power metalu. W latach późniejszych formacja zwróciła się w stronę nowoczesnego rocka z wpływami muzyki elektronicznej. Od 2007 roku brak jest doniesień o działalności zespołu.

## Historia

### Początki (1997-1999)
Zespół rozpoczął swoją działalność na przełomie 1997 i 1998 roku w Skawinie. Początkowo grupa nosiła nazwę Sator. W skład zespołu wchodzili: Paulina Maślanka - śpiew, Jarosław Baran - perkusja, gitara solowa, Sebastian Wójtowicz - gitara rytmiczna, Piotr Szymański - gitara basowa oraz Tomasz Polczyk - instrumenty klawiszowe. Po kilku miesiącach wspólnej pracy, Sator zarejestrował w krakowskim studio Radia Plus demo "...And Remember". Nagranie zaistniało na rynku podziemnym dzięki wytwórni Eternal Blackness, jako split z zespołem At Domine. Zaraz po nagraniu dema do zespołu dołączył Daniel Kaczmarczyk (perkusja). Sator w sześcioosobowym składzie rozpoczął pracę nad swoją debiutancką płytą. Po roku przygotowań udało się nagrać dziesięć utworów, które w krótkim czasie miały zostać wydane już pod szyldem Delight. Kompozycje na tej płycie - w przeciwieństwie do pierwszego nagrania - zostały w całości zarejestrowane w domowym studio Jarka Barana, który został również producentem i realizatorem płyty.

### The Last Temptation (2000)
Zespół w niedługim czasie podpisał kontrakt z Metal Mind Productions. Konieczna okazała się wtedy zmiana nazwy zespołu. Zespół przyjął nazwę Delight. Tuż przed premierą płyty z zespół opuścili dwaj muzycy - perkusista Daniel Kaczmarczyk i klawiszowiec Tomasz Polczyk. Pomimo tego faktu obaj biorą udział w nagraniach jako muzycy sesyjni. Po krótkich poszukiwaniach do zespołu dołączyli: Tomasz Baran (perkusja) i Barbara Lasek (instrumenty klawiszowe). 12 listopada 2000 roku nakładem Metal Mind Productions ukazuje się oficjalnie debiutancka płyta Delight - "Last Temptation". Latem roku 2000 grupa bierze udział w festiwalu Castle Party w Bolkowie. Po kilku miesiącach od premiery debiutu zespół rozpoczyna pracę nad kolejną płytą.

### The Fading Tale (2001)
Dokładnie w rok po wydaniu pierwszej płyty pod sztandarami Metal Mind Productions ukazała się kolejna porcja muzyki w wykonaniu grupy. Album, zawierający tym razem dziewięć utworów, nosił nazwę "The Fading Tale". Nowe utwory zostały nagrane w domowym studio Jarka Barana, który i tym razem był odpowiedzialny za realizację i produkcję. Na płycie znalazła się niespodzianka dla fanów Delight - cover "Careless Whisper" George'a Michaela. W ramach promocji nowego materiału zespół wziął udział w trasie "12 Księżycowych nocy" jako suport Moonlight.

### Eternity (2002)
W sierpniu 2002 roku zespół zarejestrował swój trzeci album pt. "Eternity", którego premiera odbyła się 21 października 2002 roku. Na płycie obok ośmiu kompozycji w języku angielskim pojawił się także pierwszy utwór Delight w ojczystym języku - interpretacja wiersza poetki Haliny Poświatowskiej pt. "Wieczny finał". W listopadzie Delight wziął udział w ogólnopolskiej trasie koncertowej u boku Artrosis, Moonlight, Fading Colours, Desdemona (Dark Stars Festival 2002). Tuż przed trasą zespół opuszcza perkusista Tomasz Baran. Z nowym perkusistą, Piotrem Wójcikiem, zespół odwiedza największe miasta Polski. Wkrótce po zakończeniu trasy z zespołu odchodzi Barbara Lasek, którą zastępuje Jakub "Cube" Kubica.

### The Last Tale Of Eternity (2003)

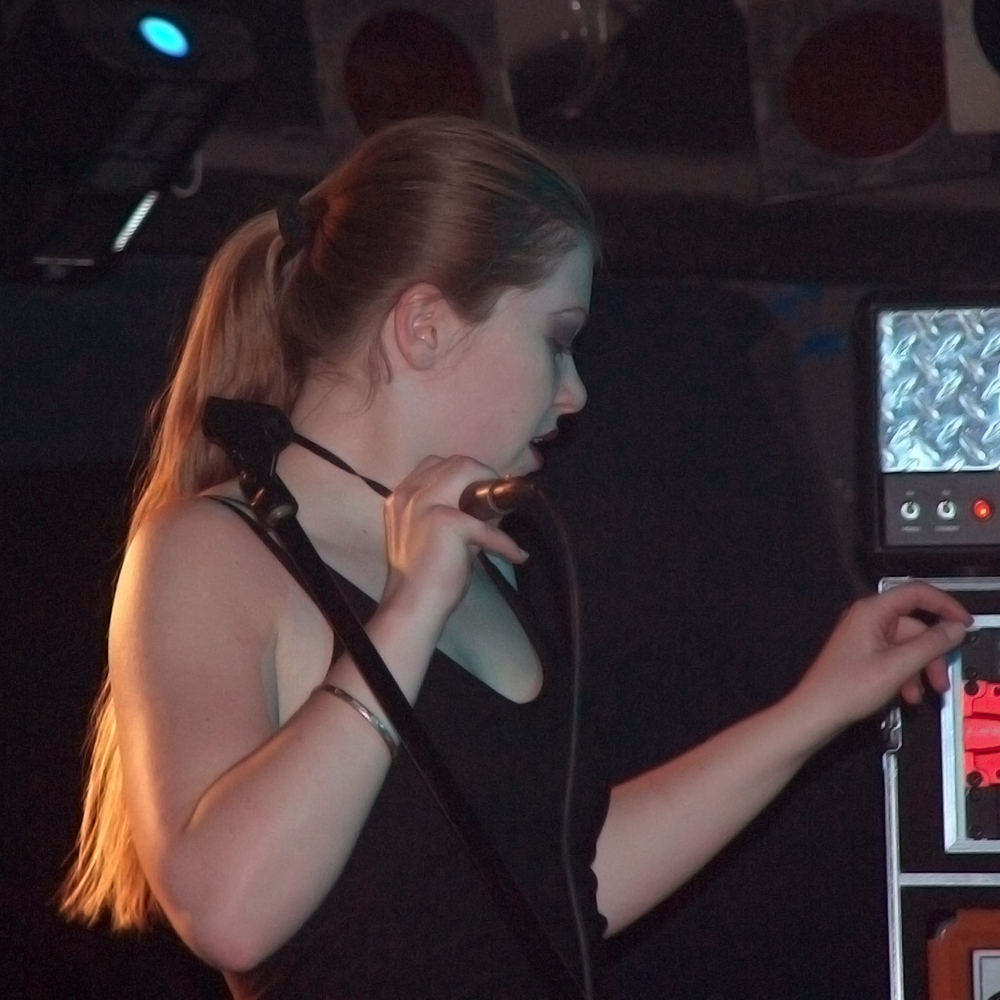
Paulina Maślanka, 2003

Kwiecień 2003 roku był dla Delight miesiącem wytężonej pracy: zespół wystąpił na festiwalu Metalmania 2003 w katowickim Spodku oraz w krakowskim studio Telewizji Polskiej na Krzemionkach. Oba koncerty były rejestrowane na potrzeby późniejszego DVD. W maju 2003 Delight zagrał kilka koncertów w Niemczech m.in. z Alvarez Plerez, Expretus, Uniwersal Mind (Lipsk, Berlin, Drezno). Niestety trasa zaowocowała kolejnymi zmianami personalnymi - zespół opuścił Sebastian Wójtowicz. Latem 2003 roku zespół rozpoczął pracę nad nowymi kompozycjami, a także wziął udział w X edycji festiwalu Castle Party w Bolkowie. Koniec roku 2003 to zapowiadana wcześniej premiera DVD pt. "The Last Tale Of Eternity", na którym obok koncertu z Krakowa oraz występu z Metalmanii 2003 znalazły się klipy ("Carving The Way", "Stained Glass"), zdjęcia i materiały dotyczące zespołu oraz dodatkowe utwory audio. Promocja koncertowa tego wydawnictwa miała miejsce podczas drugiej edycji festiwalu Dark Stars Festival 2003, gdzie Delight wystąpił wraz z: Closterkeller, Moonlight, Sacriversum, StrommoussHeld.

### Od nowa / Anew (2004)
Premiera czwartego albumu Delight pt. Od nowa miała miejsce 10 października 2004 roku. Płyta ukazała się w dwóch wersjach językowych, polskiej i angielskiej. Promocja koncertowa albumu rozpoczęła się podczas trzeciej edycji Dark Stars Festival 2004, gdzie zespół wystąpił między innymi u boku: Closterkeller, Moonlight, Darzamat, Desdemona, Cemetery of Scream i Via Mistica.

### Kontrakt z Roadrunner Records (2005)
14 maja roku 2005 na Festiwalu Wave-Gotik-Treffen w Lipsku (Niemcy) Delight wziął udział w międzynarodowym konkursie Best Unsigned Gothic Act International, organizowanym przez: niemiecki magazyn Orkus, Roadrunner Records, Wave Gotik Treffen oraz Mastersound Entertainment. Jury w składzie: Henk Hakker & Christian Klimek (Roadruner Records), Claus Müller & Kerstin Strobel (Orkus Magazine), Michael Brunner (organizator Wave Gotik Treffen), Alex Krull (Atrocity/Leaves’ Eyes/Mastersound Entertainment/Roadrunner Records) & Liv Kristine (Leaves’ Eyes) & Robert Suss (Mastersound Entertainment) uznało Delight za najlepszy zespół tego wieczoru. Wygrana zapewniła zespołowi długoterminowy kontrakt z Roadrunner Records. Delight jest pierwszym polskim zespołem, który trafił pod strzechy tej wielkiej wytwórni, promującej na całym świecie muzykę rockową, metalową i alternatywną.
13 lipca Delight wystąpił jako jeden z suportów Soulfly podczas warszawskiego koncertu tej brazylijskiej grupy (drugim suportem gwiazdy wieczoru był zespół Hunter). 31 sierpnia w katowickim Spodku Delight wziął udział w Metal Hammer Festiwal u boku Korn, Opeth, Lacuna Coil, Hunter oraz Mech. Oprócz działalności koncertowej w 2005 roku zespół skupił się na komponowaniu nowych piosenek. Paula i Jarek udali się do krakowskiego studia firmy producenckiej Gorycki & Sznyterman, gdzie w lipcu 2005 rozpoczęli prace nad premierowym materiałem demo, z myślą o pierwszej płycie pod szyldem nowej wytwórni. Zespół wspomogli: producent Łukasz Gorycki oraz Krystian Aparta (współautor tekstów w języku angielskim). We wrześniu 2005 roku miała miejsce kolejna zmiana składu - zespół opuścił Piotr Szymański. Nowym basistą został Marek Tkocz. Do zespołu dołączył także drugi gitarzysta, Grzegorz Gustof.

### Breaking Ground (2006-2007)
W 2006 roku zespół rozpoczął prace nad nowym albumem. Jej producentem został Rhys Fulber, znany ze współpracy m.in. z Fear Factory, Paradise Lost czy Front Line Assembly. W lutym w Gibsons, nieopodal Vancouver (Kanada), odbyła się sesja nagraniowa, podczas której zarejestrowano czternaście utworów. Pierwsza ich połowa pochodzi z "Anew", a druga to premierowe kompozycje. Wszystkie utwory nagrano w języku angielskim. Paulę i Jarka wspomógł w studio perkusista sesyjny - Ryan Van Poederooyen (Devin Townsend Band). Premiera piątej płyty w dorobku formacji zatytułowanej Breaking Ground odbyła się 19 stycznia 2007 roku. Sesja zdjęcia promująca płytę odbyła się w Berlinie, we współpracy z fotografem Erikem Weissem, który współpracował z takimi grupami jak Muse, Coldplay, System of a Down. Nagrania promował teledysk do utworu "Divided", który wyreżyserował Dariusz Szermanowicz.

## Dyskografia
Źródło.
- And Remember... (1997, Eternal Blackness Records, split z At Domine, wydany jako Sator)[16]
- Last Temptation (2000, Metal Mind Records)
- The Fading Tale (2001, Metal Mind Records)
- Eternity (2002, Metal Mind Records)
- Od Nowa / Anew (2004, Metal Mind Records)
- Breaking Ground (2007, Roadrunner Records)

## Wideografia
- The Last Tale of Eternity (2003, DVD, Metal Mind Records)